# Польские княжества
Польские княжества — раздробленность Польши на уделы на пути создания единого сословного государства.

## Внешние отношения
Видя в Польше собственность княжеского рода, Болеслав Кривоустый разделил свое государство между сыновьями: Владиславу дал Кракивскую землю (в Хробации, Малой Польше) и Силезию, Болеславу Кудрявому — Мазовию и Куявы (по Средней Висле и к Варте), Мечиславу (Мешко Старый) — Великую Польшу (по Варте), Генриху — Сандомирскую землю (в Малой Польше, по Висле), а малолетнего Казимира поручил попечению братьев. Для охранения единства и безопасности Польши Болеслав поставил над сыновьями старшего из них, Владислава, в качестве великого князя (сеньорат), долженствующего владеть Краковом и Поморьем. Великокняжеское достоинство должно было переходить по порядку родового старшинства. Властолюбие удельных князей, вмешательство духовного и светского можновладства и соседей вызвали борьбу за сеньорат и великое княжение и уничтожили его значение. Все это вместе с разрастанием княжеских семей и дележами, превращало Польшу в федерацию мелких владений, подобную Чехии и ещё более — Руси эпохи уделов. В Малой Польше Владислав II (ум. 1159), пытаясь править в духе отца, натолкнулся на противодействие братьев и малопольского можновладства и бежал в Германию (ок. 1142—1145); несмотря на противодействие императора Конрада III и Фридриха Барбароссы, его место занял Болеслав IV Кудрявый, только в 1163 году три сына Владислава снова получили свои уделы в Силезии. После смерти Кудрявого (1173) великокняжеское достоинство перешло к Мешку III Старому (Генрих ум. в 1166), отдавшего Мешку, сыну Кудрявого, Мазовию. Самовластие Мешка побудило краковское можновладство изгнать его (1177); он лишился и Великой Польши (до 1180) и ушел в Германию. На престол краковский призван был Казимир II Справедливый (для духовенства) из Сандомира, завладевший (1186) и Мазовией. За потомством Казимира ленчицкий синод епископов (1180) признал сеньорат, подтвержденный (за признание подданства) и императором. Мешко два раза (1184 и 1189) неудачно пытался свернуть Казимира. После смерти Казимира (ум. 1194) были признаны в правах его дети Лешек Белый и Конрад, но в 1200 году Мешко изгнал их вместе с матерью-опекуншею из Кракова и умер великим князем (1202). Вокняжился в Кракове его сын Владислав Тонконогий, но, поссорившись с архиепископом гнезненским и епископом краковским из-за управления в духе отца, он должен был уступить место Лешку Белому из Сандомира (1206—1227). Казимир и Лешек постоянно вмешивались в дела галицко-владимирской Руси, но значение их там уменьшалось по мере усиления Даниила Романовича. После смерти Лешка, убитого Святополком Поморским (чуждая Пястам династия), его вдова с сыном, Болеславом Стыдливым, уступила краковский престол Генриху Бородатому из Силезии, который в качестве опекуна отдал Болеславу Сандомир. После Бородатого Краков переходит (1239) к его сыну, Генриху Благочестивому. Мазовию и Куявию получил Конрад I Мазовецкий, брат Лешка (1191—1247). Бессильный оградить свои северо-восточные границы от нападений пруссов (литовцев) и ятвягов, Конрад призвал на помощь (1228 год) тевтонский орден, которому подарил земли Хелминскую и Лобавскую. Орден успешно уничтожил пруссов, основал на их землях Торунь (Торн) и Хелмно, угрожал князьям Восточного Поморья; соединившись с меченосцами (1235 год), с двух сторон угрожал Литовской Жмуди.
В Великой Польше изгнанный из Кракова Владислав Тонконогий (1209—1231) ссорился с духовенством, которое поддерживали Лешек Белый, Конрад Мазовецкий и племянник Тонконогого, Владислав Одонич, давший в 1210 году привилегии духовенству. Во время этой борьбы приобрел самостоятельность Святополк Поморский. Одонич, завладевший после смерти Тонконогого всей Великой Польшей, объявил себя данником папы, но призванный панами Генрих Бородатый Силезский отнял у него большую часть его владений (1235 год), оставив ему (ум. 1239) только Калиш. В Силезии внук Владислава II Генрих Бородатый (1201—1238) сосредоточил в своих руках (1229) всю область, колонизировал её немцами, овладел Малой и Великой Польшах, успешно выдержал борьбу с духовенством и оставил свое дело сыну, Генриху Благочестивому. В 1241 году татары, направляясь от Киева в Венгрию, опустошили Малую Польшу, взяли Сандомир, разбили польское рыцарство под Хмельником, разграбили Краков, Вроцлав, а под Лигницем разбили погибшего в битве Генриха Благочестивого.
Началась эпоха внутреннего расстройства, все учащающихся разделов и внешних опасностей. Со смертью Генриха Силезия не могла уже стать исходным пунктом объединения Польши. Его дети, потерявшие приобретения деда, и внуки делят Силезию на множество мелких княжеств, постепенно онемечивающихся и пропадающих для Польши. По тому же пути раздробления пошла и Мазовецко-Куявская земля, при сыновьях Конрада разделившаяся на Мазовию — Земовита и Куявию — Казимира. Эти части дробились и далее; в Куявии, например, с 1268 года княжили Лешек Чёрный (ум. 1288) в Серадзе и Владислав Локоток (ум. 1233) в Бресте Куявском. Князья мазовецкие и куявские помогали тевтонскому ордену истреблять пруссов, опустошать Восточное Поморье Святополка (Западное Поморье ещё в 1181 году вошло в состав империи), Литву Миндовга; поляки платились за это жестокими наездами. Болеслав Стыдливый (ум. 1278), присоединив после смерти Генриха Благочестивого Краков к своему Сандомиру, объединил Малую Польшу. Нашествия татар (1259—1260) и помогавших им Литвы, ятвягов и Руси погубили его дело; Люблин перешел к Даниилу Галицкому. Наследовавший Болеславу Лешек Чёрный победил внешних врагов, но среди борьбы с можновладством и татарами умер без потомства (1288 год).
В Великой Польше после Одонича княжили его сыновья, Пржемыслав I и Болеслав Благочестивый; последний, получив опеку над племянником Пржемыславом II, владел всей землей и в союзе с Мествином (Мщугом) Поморским отбил маркграфов бранденбургских, которые основали Новую Марку на территории лютичей и опустошали Великую Польшу. С 1278 года последней владел Пржемыслав II, получивший по завещанию (1294 год) от Мествина и возвративший таким образом Польшу. Восточное (Гданское) Поморье, завладевший временно (1290) Краковом, но выгнанный оттуда (1271) Вацлавом II, королем чешским, с помощью немецких мещан и «можновладства», и короновавшийся с согласия Папы королем Польши; он был убит по наущению маркграфов бранденбургских. Овладев Краковом, Вацлав заставил своего соперника Локотка бежать в Рим, потом в Венгрию, завладел Великой Польшей, короновался в Гнезне королем Польши (за исключением Мазовии) и управлял ею посредством своих «старост». Однако заступничество Карла-Роберта Венгерского (1304 год), смерть Вацлава II (1305 год) и его сына Вацлава III (1306 год) открыли Локотку путь в Краков (1306 год). В том же году Локоток занял Поморье; в 1310 году он был признан и в Великой Польше. В 1319 году он короновался в Кракове с тайного согласия папы (ввиду претензии на корону польскую Иоанна Люксембургского чешского).
Национальное объединение Польши выразилось в борьбе Локотка с тевтонским орденом за Поморье, предательски захваченное у Польши (1309 год) и укрепленное (1313 год) за орденом императором. В первом периоде борьбы — дипломатическом — Локоток возбудил процесс против ордена перед папой Иоанном XXII и добился решения папского суда (1321 год), приказывавшего ордену возвратить Польше Поморье и заплатить 30 000 гривен убытков. Непризнание орденом решения суда привело к открытой борьбе Локотка с орденом. На стороне Локотка были Карл-Роберт Венгерский, муж Елизаветы, дочери Локотка и Гедимин Литовский, выдавший дочь Альдону за сына Локотка Казимира, князья Западного Поморья; на стороне ордена — Иоанн Люксембургский чешский, князья Мазовецкие, Юрий Галицкий и Генрих Вроцлавский (Силезия). Несмотря на победу над орденом под Пловцами (1331 год) и неудачи Иоанна в Познани, Локоток перед смертью, в 1333 году, вынужден был заключить перемирие с орденом, оставив в его руках Поморье, Брест Куявский и Добржинскую землю. Его сын и преемник Казимир Великий (1338—1370) заключил в Вышеграде венгерском (1336 год) подтвержденный окончательно в Калише (1343 год) мир с орденом, по которому Польше возвращались Куявия и Добржинская земля, но ордену уступались земли Хелминская, Поморская и Мяхаловская (perpetua eleemosyna, может быть, с обязательством платежа дани).
Потерпев неудачу на западе, Польша обратилась на восток, к Червонной (Галицкой) Руси, где по прекращении рода Даниилова вокняжился Болеслав Троденович Мазовецкий (1327—1340), сын сестры Юрия I, муж Марии Гедиминовны, сестры первой жены Казимира. По смерти Болеслава Казимир, соперничая с Литвой, татарами и венграми, захватил Галицкую Русь (1340 год) и защищал её от татар под Люблином (1341 год); долго боролся с Любартом Гедиминовичем волынским за Подолию, оставшуюся в руках литовских Кориатовичей; поддержанный Венгрией (1366 год), получил на Волыни Холм и Владимир. Русь Галицкая, впрочем, должна была принадлежать Казимиру по договору 1350 года с Людовиком Венгерским лишь пожизненно, а затем возвратиться к Венгрии. Продолжая объединение польских земель, Казимир по соглашению с Карлом IV Чешским добился ленной присяги от князя Мазовии Земовита III (1335 год) и бранденбургских владетелей Дрезденка и Сантока (1365); заложил ордену за 8000 коп прусских грошей Добржинскую землю.
Казимир умер, не оставив мужского потомства. Несмотря на существование Пястов силезских, куявского и мазовецкого, Казимир по договору с Карлом-Робертом (1339 год), подтвержденному малопольскими «можновладцами» (1335 год), признал своим наследником его сына Людовика, который и короновался королем Польши (1370—1382), отправив в Краков правительницею свою мать Елизавету Локотковну, окружившую себя здесь «можновладцами». Злоупотребления последних, борьба великопольской шлихты в пользу Земовита Мазовецкого, набеги Литвы, передача Червонной Руси в управление Владиславу, князю Опольскому, а после ухода последнего в Куявию захват её в собственность Венгрии — делают правление Людовика временем полной смуты. Привилегии, данные им в Кошицах (1373 и 1374 год) шляхте, духовенству и мещанам (1375 год), имели целью обеспечить наследование в Польше за его потомством. Он имел в виду отдать Польшу дочери своей Марии её мужу Сигизмунду, маркграфу бранденбургскому; но Сигизмунд был избран на венгерский престол, а потому отвергнут малопольскими панами, получившими от Елизаветы, вдовы Людовика, согласие на наследование второй её дочери, Ядвиги. В 1384 году Ядвига приехала в Краков и короновалась. Земовит безуспешно пытался силой добыть её руку; того же добивался явившийся в Краков Вильгельм Австрийский, некогда обрученный с Ядвигой, но был изгнан панами, готовившими ей другого мужа — Ягайла, великого князя литовского.

## Внутренние отношения
После Болеслава Кривоустого польские государи теряют свое jus ducale, освобождая от него сначала отдельных лиц, а потом и целые группы населения, организующиеся в сословия; отношения государя к этим группам основываются на договорах, выражавшихся в привилегиях; государство из патриархального становится сословным. Раздробление уделов, внутренние войны, нападение соседей разоряли мелких князей Польши. Население, согнанное с полей и разоренное, не хотело снова садиться на земли и нести тяжкие дани и повинности. Князья (особливо Болеслав Стыдливый и Болеслав Благочестивый) вызывают насельников из Германии при посредстве локаторов (locatores, advocati sculteti) — раньше поселившихся в Польше немцев, которым и выдают привилегии. Точно так же поступает затем церковь и служилый класс, с разрешения государей.
В привилегиях указывался земельный участок для поселения, давалась свобода от польского права и от управления княжеских чиновников, обеспечивались самоуправление и наследственное привилегированное положение локатора. Самоуправление колонистов основывалось на магдебургском праве и различалось в городах и деревнях. В городах были: 1) городские советы (consulatus) из войта (advocatus) или бургомистра и ратманов, заведовавшие нотариальной частью, администрацией, полицией и издававшие распоряжения (willkühre); 2) суды лавников (scabini), постановлявшие решения по вопросам гражданского и уголовного права. В деревнях существовали только суды лавников, отправлявшие, во главе с солтысом (scultetus), и функции совета. Рядом с судами для текущих дел три раза в год происходили великие суды (judicium magnum bannitum). Апелляции на эти суды шли на суд княжеского двора; в сомнительных случаях происходило обращение к решениям судов Магдебурга и Галле. Казимир Великий устроил (1361? 1365?) высшие провинциальные суды и высший суд в Краковском замке для рассмотрения апелляций на немецкие суды, чтобы прервать сношения последних с Германией.
Город Шрода в Силезии первый получил привилегии (1175 год) от Болеслава Высокого; потом привилегии распространяются во всех польских землях, а при Казимире — и в Червонной Руси. Города с немецким населением и правом расширяли промышленное и торговое развитие Польши. Два торговых пути: 1) из Вроцлава и Кракова, 2) из Гданьска (Данцига) и Плоцка, сходясь во Львове, вели к генуэзским колониям на Чёрном море. Сельские поселения немецких колонистов культивировали лесные пространства Польши и повлияли в благоприятном смысле на положение польского крестьянства. Давая привилегии немецким поселениям, князья сохраняли, однако, за собою некоторые права: 1) поселенцы обязаны были платить определённый чинш (census) с дана (30 морг. = 15 дес.) и неопределенные взносы (collecta, pomocne) на случай женитьбы князя, бракосочетаний княжеских детей, выкупа от неприятеля членов княжеского дома (или его владений), приобретения новых земель и посвящения в рыцари; 2) они обязаны были давать князьям доход от известных категорий судебных дел, отбывать военную службу в пределах своего поселения, поддерживать городские укрепления, а по законам Казимира Великого и участвовать в «посполитом рушеньи» (войты и солтысы, как шляхта).
Подтверждения привилегий, начиная с Вячеслава Чешского и Локотка, городам вообще делают мещанство привилегированным сословием, контрагентом короля в вопросах политических. Положение ухудшается чужеплеменным характером этих городов, особенно когда в Польше появляются евреи, получившие привилегии от Болеслава Благочестивого и Казимира Великого, а также армяне (при Казимире).
Тот же процесс сословного обособления происходит по отношению к духовенству, общее развитие религиозности под влиянием тяжелых времен (множество святых, канонизация св. Станислава в 1254 году) и деятельности францисканцев и доминиканцев увеличивало уважение к церкви. Затруднения князей, обращавшихся за помощью к папскому престолу и плативших Риму дань, утверждение твердых связей духовенства (теперь уже безбрачного) с Римом давали почву для идей Иннокентия III о превосходстве церкви над государством. Уже Ленчицкий съезд (1180 год) отнял у князя jus spolii после умершего епископа. В 1207 году епископа в Кракове выбирает уже не князь, а капитул. Съезд в Баржикове (1210 год) освободил духовенство от светской юрисдикции. В 1215 и 1217 годах церковь приобрела свободу от княжеских даней, повинностей и судов; патримониальная юстиция церкви доставляет последней массу доходов и — что важнее — прерывает связь крестьянства с княжеской властью.
Эти победы церковной политики вошли в жизнь постепенно, путем частных княжеских привилегий, выдаваемых в течение всего XIII века. Сначала крестьяне, крепкие земле, исключались только из юрисдикции судей, назначаемых каштелянами и воеводами, потом — из юрисдикции самих каштелянов, далее — из княжеской, в делах меньшей важности. Свободные люди, селившиеся на церковных землях с разрешения князей, также подчинялись патримониальной церковной юстиции, если их было в поместье не более трех, а потом и без такого ограничения. Поселения на немецком праве, имевшие собственные суды, в имениях церковных сначала не прерывали связей с князем: на их великие, бургграфские суды три раза в год являлся княжеский посол (нунций, прокуратор, асессор) собирать пени; потом прекратилась посылка послов, а наконец и взимание пеней: jus ducale все перешло к духовенству. Короли, начиная с Локотка, подтверждали раньше выданные привилегии для всего духовенства как сословия. Высшим сословным органом духовенства были национальные синоды под председательством архиепископа Гнезненского. Заводя кафедральные и парафиальные (приходские) школы, строя костелы и монастыри, могущественная польская церковь начинала сталкиваться с усиливающеюся королевской властью (церковная клятва на Казимира Великого и утопление им ксендза Барычки, передавшего ему эту клятву), которая в лице Казимира Великого обязывает церковь участвовать в «посполитом рушеньи» (через заместителей).
Военно-служилый класс также организовался в привилегированное сословие. Обедневшие удельные князья могли награждать членов этого класса только землями. Дружинники, рыцари, получая большие, чем прежде, участки, сажая своих рабов на землю, стали богаче «владык», работавших собственными руками; они уже отделяли себя от владык названием «шляхта» (вероятно, от Geschlecht), девизами, гербами (вместо рунических знаков эмблемы — топоры, подковы — по образцу западноевропейскому), привилегией занимать правительственные должности, тройными штрафами за убийство одного из них, родовой организацией.
Во 2-й половине XIII века шляхетские роды получили от князей право сажать на своих землях свободных людей и немецких колонистов, освобожденных потом от княжеского суда, даней и повинностей. Привилегия Владислава Стыдливого Клеменсу из Рущи (1252 год) дозволяла даже вступление на службу к чужому государю. В общем государи оставляли за собой право требовать военной службы и участия в некоторых судебных доходах. Общее подтверждение привилегий подобного рода дал Вацлав в 1291 году.
Общественная организация шляхты явилась при Локотке, хотя подготовлялась ещё ранее. Упадок княжеской власти в удельных княжествах пробуждал дух самодеятельности и самостоятельности в сановниках и чиновниках, которые чувствовали себя все более земскими, а не придворными: дворовый судья (judex curiae) переходит в провинциального судью (judex provincialis), a в конце ΧIIΙ и начале XIV веков — в судью земского (judex terrae). Объединение княжеств при Локотке совершилось с сохранением ими старой организации и чиновничьей иерархии, привыкавшей действовать в отсутствие и без руководства государя в интересах своей земли или, точнее, своего сословия. Судья, подсудок и писарь объезжали свою землю и на «рочках» (termini parvi) решали менее важные дела; апелляции на их решения, более важные процессы и общие вопросы рассматривались на «великих роках», вечах (wiece, colloquium), то есть собраниях всех земских чиновников. Так образовались автономные шляхетские communitates terrarum с землевладельческим и чиновничьим «можновладством» во главе. Их органами были сеймики, развитие которых относится уже к следующему периоду.
При Казимире Великом государь имел ещё сильное влияние на эту организацию: он объезжал судебные веча, принимал к своему надворному суду апелляции на эти веча, созывал на съезды сановников всех земель для объединения их деятельности; на таких вечах и съездах провел Вислицко-Пиотрковский статут; точно и строго определил участие шляхты в новоорганизуемом «посполитом рушеньи». Но при том же Казимире в 1360 году вспыхнул бунт Мацея Борковица, воеводы познанского, организовавшего первую конфедерацию.
По смерти Казимира шляхта чувствовала себя уже привилегированным сословием, живущим в договорных отношениях с государем. Такое положение дела выразилось в Кошицкой привилегии (1374 год), данной шляхте Людовиком по образцу Золотой буллы Андрея Венгерского (1222 год). Привилегия обеспечивала территориальную целость и неприкосновенность польского государства; обязывала короля возвратить утраченные края (Поморье); освобождала все владения можновладства и шляхты от всех государственных тягостей, за исключением двух грошей с дана и военной службы; установляла вознаграждение убытков, понесенных в войнах за границами государства; утверждала должности и гроды только за поляками некняжеского рода (против Владислава Опольского), судебные гроды — только за местными землевладельцами-дворянами (terrigenae); отменяла разорительные королевские «станы».
Значительные изменения произошли и в положении крестьянства. Смуты удельного периода оторвали от земли массы прикрепленных к ней; крепость земле исчезала с уходом за границы своего княжества. Число «свободных», садившихся на земли князей и церкви по договорам, с определённым чиншем, значительно увеличилось; с дозволения князей и светские землевладельцы принимали таких «свободных». С появлением немецкой колонизации, связанной с прочной арендой земли и личной свободой, польские крестьяне наполняют немецкие поселения, опасаясь исчезнуть в массе несвободного населения. Чтобы удержать на своей земле крестьян, духовенство, а за ним и светские землевладельцы (2-я половина XIII века) организовали крестьянское население в автономные гмины (Gemeinde) по образцу немецких; это называлось «перевести польское поселение с права польского на немецкое». Процесс такого перенесения с особенною силою совершался при Казимире Великом и при его деятельном участии. «Мужичий король» (król chłopków) явно поддерживал крестьянство, может быть, видя в нём опору монархической власти против привилегированных сословий. По Вислицко-Пиотрковскому статуту крестьянин (kmiet) имеет право раз в год уходить от землевладельца; в случае ухода в незаконный срок он может быть требуем обратно лишь в течение года; может покидать землевладельца в случае совершенного последним насилия или павшей на него экскоммуникации; не обязан платить долги за землевладельца. Учреждением провинциальных судов немецкого права Казимир подчинил всех солтысов и их поселения своей юрисдикции.
Власть государя в удельный период теоретически осталась такой же, что и в предыдущий период, но фактически она пала, во-первых — вследствие ограничения подведомственной ей территории (раздробление на уделы и иммунитетные территории в них), во-вторых — вследствие исчезновения органов власти (чиновники становились «земскими»). Так как de jure власть князя осталась прежней, то Казимир пытался, и не без успеха, возвратить ей старые размеры. Над сословной автономией он поставил государственную, королевскую администрацию. Он учредил придворные должности: подскарбия, заведующего имениями и доходами короля, равно и финансовыми чиновниками; подканцлера, управлявшего административной, судебной и дипломатической канцелярией короля; маршалка, наблюдавшего за порядком королевского двора, и другие. Представителями королевской администрации в провинциях ещё раньше стали «старосты», заведовавшие военными силами и отправлявшие безапелляционное правосудие в важнейших уголовных делах; в больших и отдаленных от Кракова провинциях существовали ещё по городам подчиненные «генерал-старостам» бургграфы. Объединяя сословия и провинции своей администрацией, Казимир хотел дать государству и единые законы. Он основал в Кракове в 1364 году университет с юридическим характером, по образцу Болонского — второй в Средней Европе после Пражского (1348 год). Таким образом Казимир Великий начал преобразование Польши в сильное монархическое государство. Вступление на престол Ягеллонов подорвало этот процесс, но не изменило внешней политики, продолжавшейся в духе Локотка и Казимира.